# Jon Mårdalen
Jon Mårdalen (ur. 18 sierpnia 1895 w Tinn – zm. 5 grudnia 1977 tamże) – norweski biegacz narciarski, uczestnik  Igrzysk Olimpijskich w Chamonix w 1924 roku. Startował na dystansach 18 i 50 km techniką klasyczną, zajmując 4 miejsca. Także w 1924 roku zajął trzecie miejsce w biegu na 50 km podczas zawodów Holmenkollen Ski Festival. Rok wcześniej został mistrzem kraju w biegu na 30 km stylem klasycznym.
Jego syn Kjetil Mårdalen reprezentował Norwegię w kombinacji norweskiej.

## Osiągnięcia

### Igrzyska olimpijskie
| Miejsce | Dzień       | Rok  | Miejscowość | Konkurencja             | Wynik       | Strata      | Zwycięzca     |
| ------- | ----------- | ---- | ----------- | ----------------------- | ----------- | ----------- | ------------- |
| 4.      | 30 stycznia | 1924 | Chamonix    | 50 km stylem klasycznym | 3:44:32 h   | +5:16 min   | Thorleif Haug |
| 4.      | 2 lutego    | 1924 | Chamonix    | 18 km stylem klasycznym | 1:14:31.4 h | +2:25.4 min | Thorleif Haug |